# M. John Harrison
Michael John Harrison (26 de julio de 1945) es un escritor británico de ciencia ficción y fantasía.
Harrison publicó su primer relato, titulado Baa Baa Blocksheep, en la revista New Worlds, en el año 1966. Después del debut pudo colaborar habitualmente en la revista e incluso desarrollar la labor de editor entre los años 1968 y 1975.
El salto del relato a la novela lo dio en el año 1971 con la publicación de The Committed Men, una historia ambientada en una Gran Bretaña posapocalíptica poblada de mutantes, y The pastel city (también del mismo año), que inauguraría la saga de Viriconium, fundamental en su carrera. El nombre homenajeaba al poema Viroconium de Mary Webb. 
En adelante probaría varios géneros, el terror con la novela El curso del Corazón, o el realismo con Climbers, de marcado carácter autobiográfico y que recibió el premio Boardman Tasker.
Harrison elabora reseñas regularmente para los suplementos literarios de periódicos como Times, The Guardian y el Daily Telegraph.

### Saga de Viriconium
- Caballeros de Viriconium / The Pastel City (1971) & Viriconium Nights (1984)
- Tormenta de Alas / A Storm of Wings (1980)
- Nocturnos de Viriconium / In Viriconium (1982)